# 圣雅各伯堂 (巴黎第五区)
圣雅各伯堂（Église Saint-Jacques-du-Haut-Pas）是一座罗马天主教教堂，位于法国巴黎第五区的圣雅克路与 Rue de l'Abbé de l'Épée的转角处。
该堂于1957年6月4日列为法国历史古迹。

## 起源

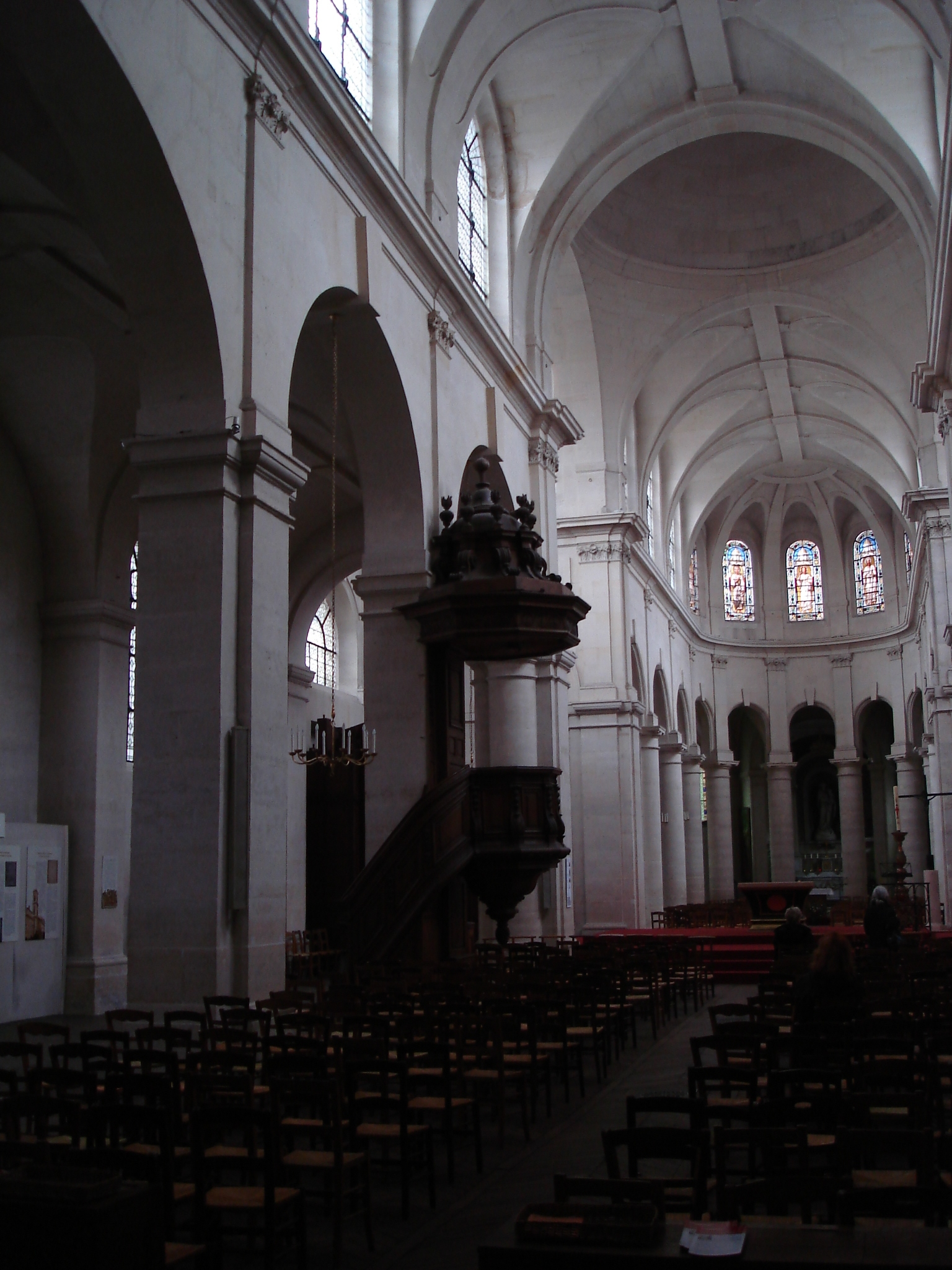
内部

教堂所在的土地在1180年左右被来自意大利卢卡附近的阿尔托帕肖的医院骑士团获得。1360年，修士们建造了一座小堂。1459年庇护二世下令取缔骑士团，但是一些修士还是留了下来。但是周围都是田野、草地、低矮的农舍和一些宗教机构。

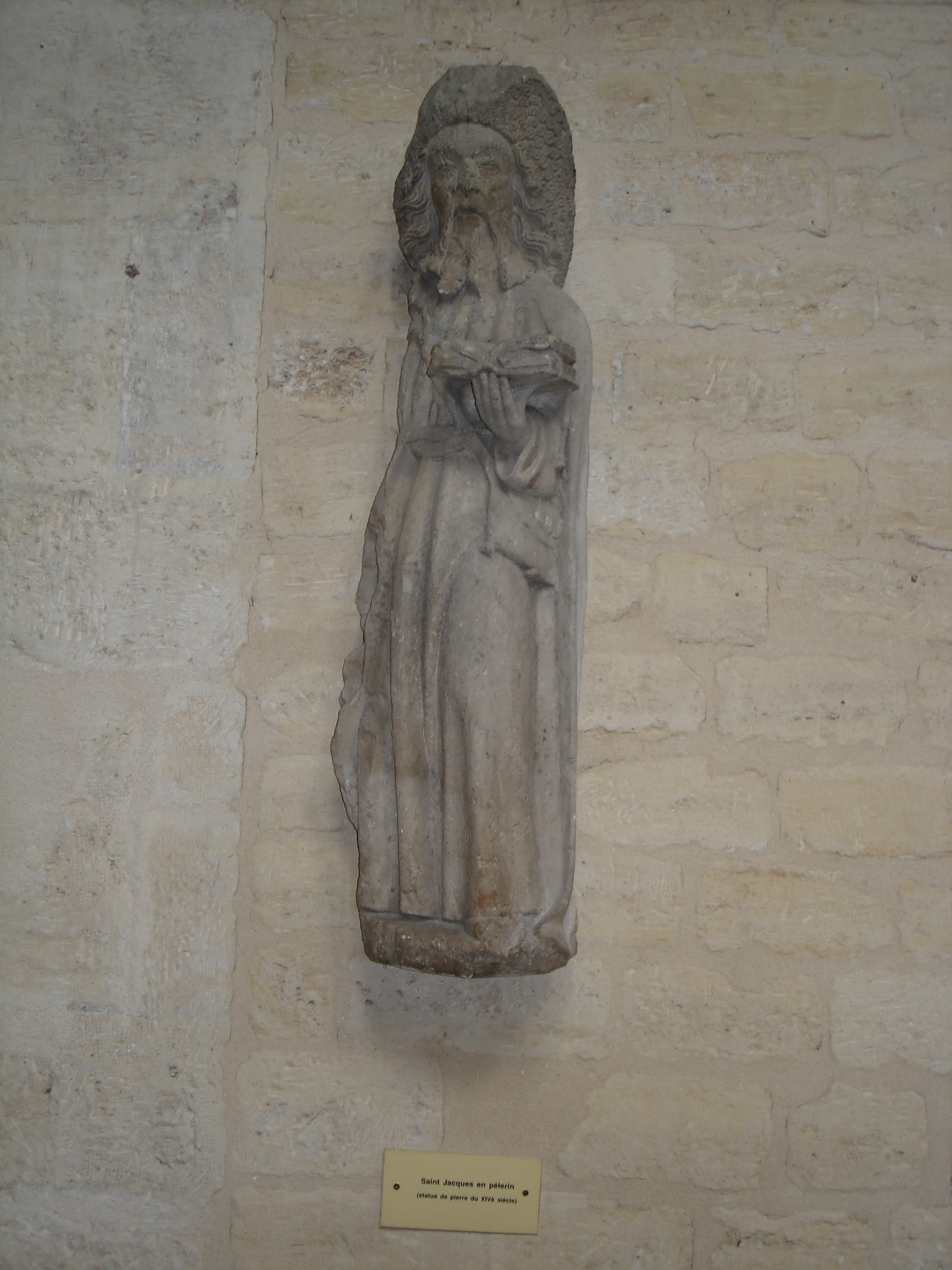
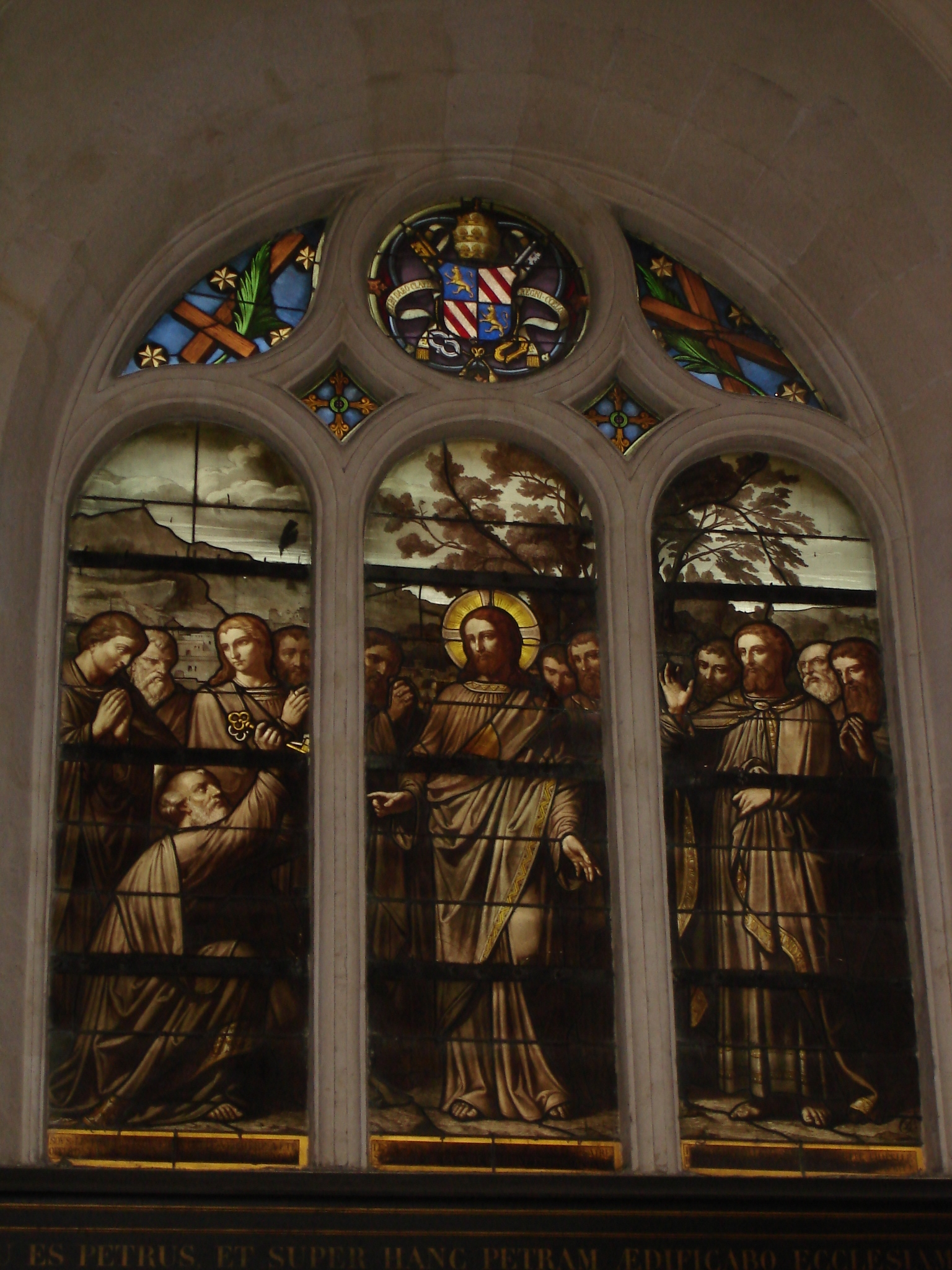
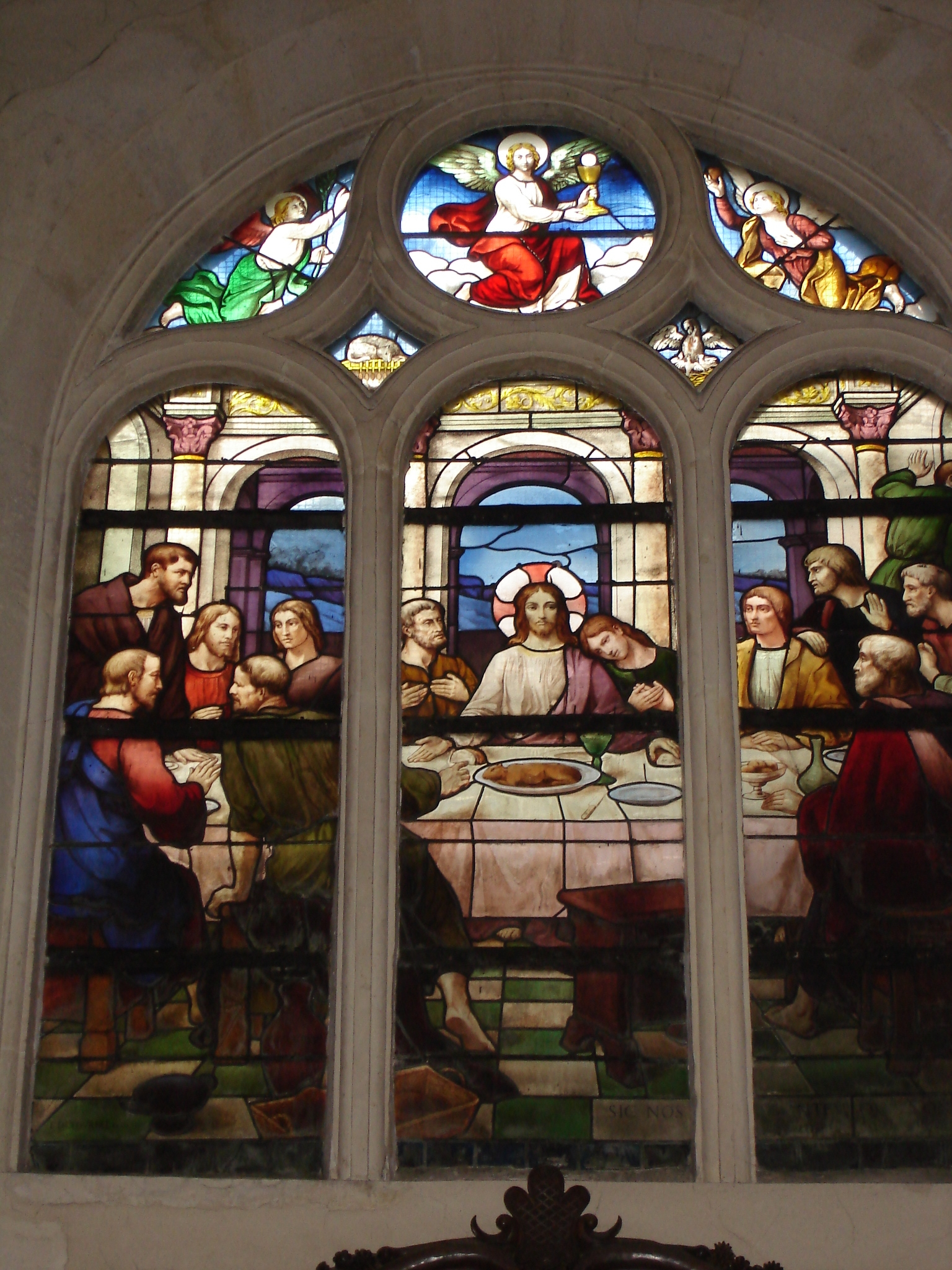
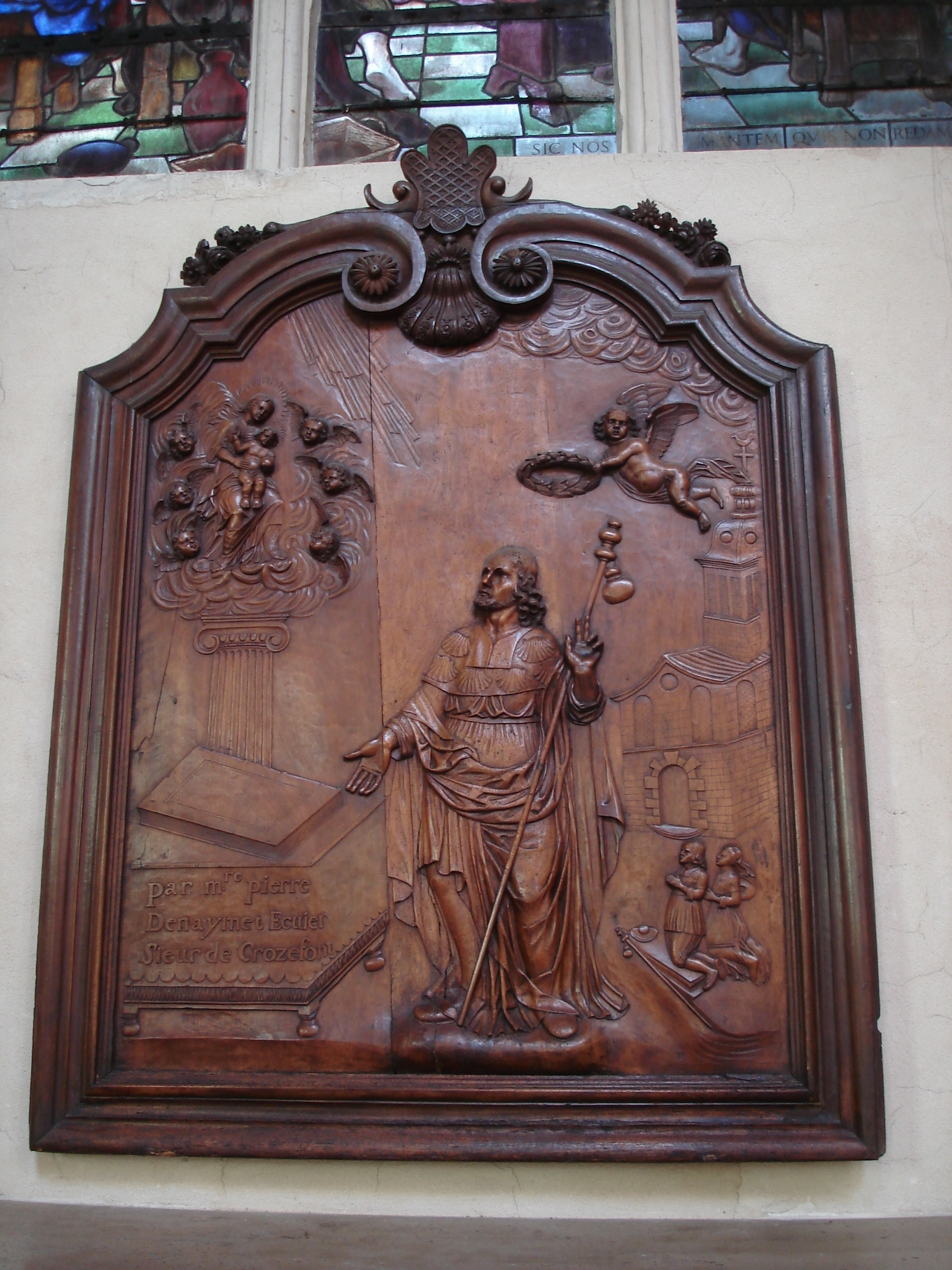
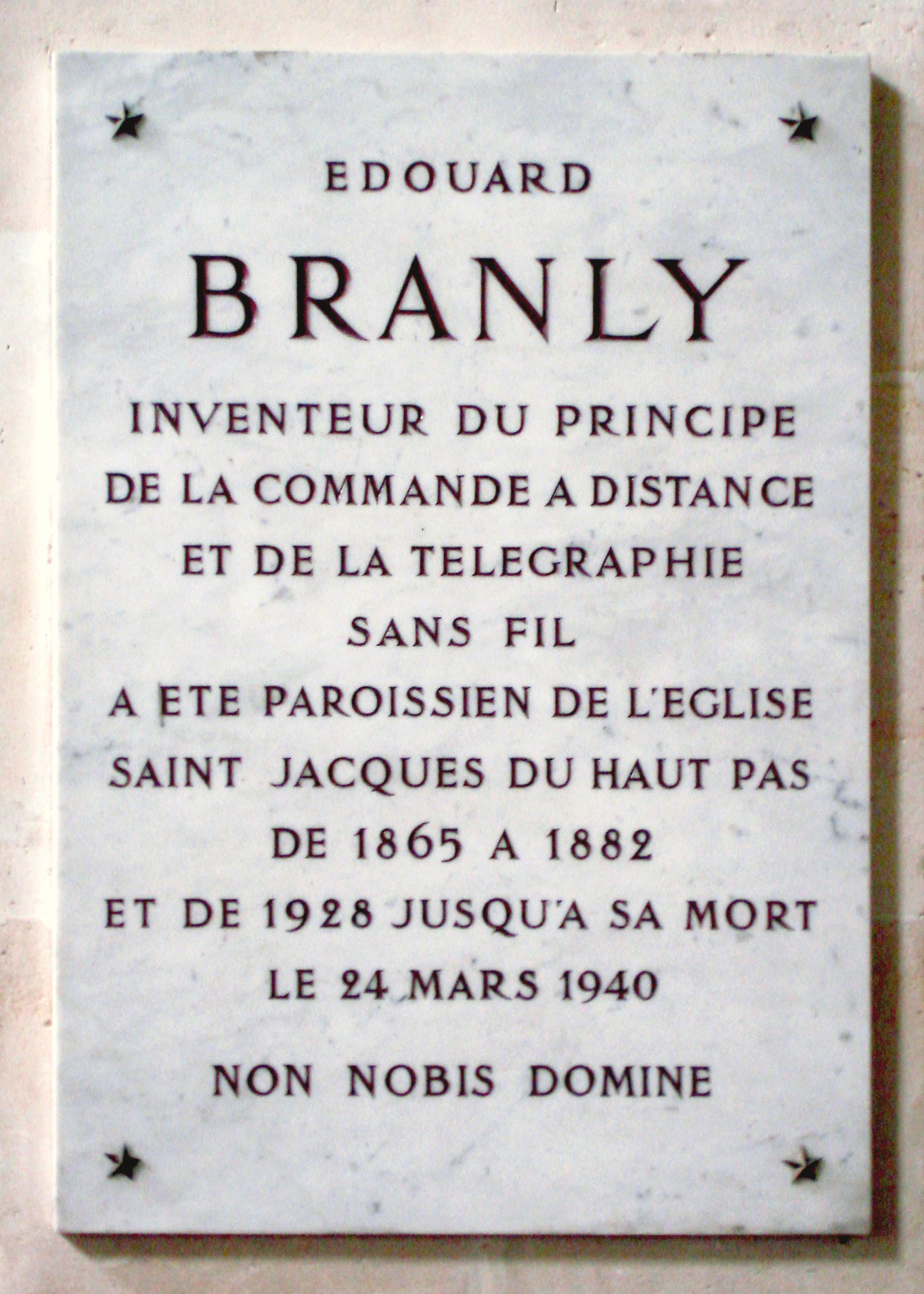
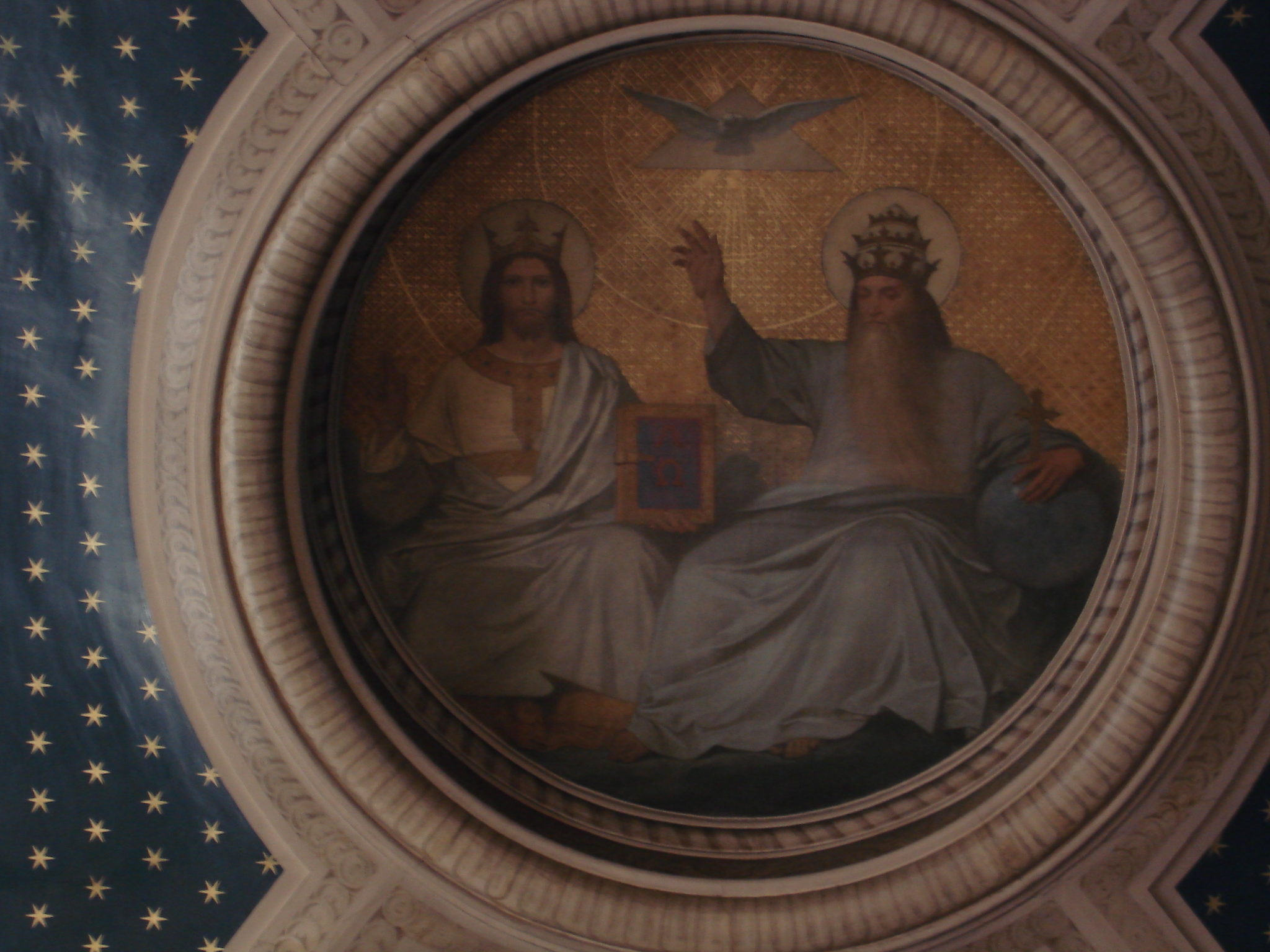
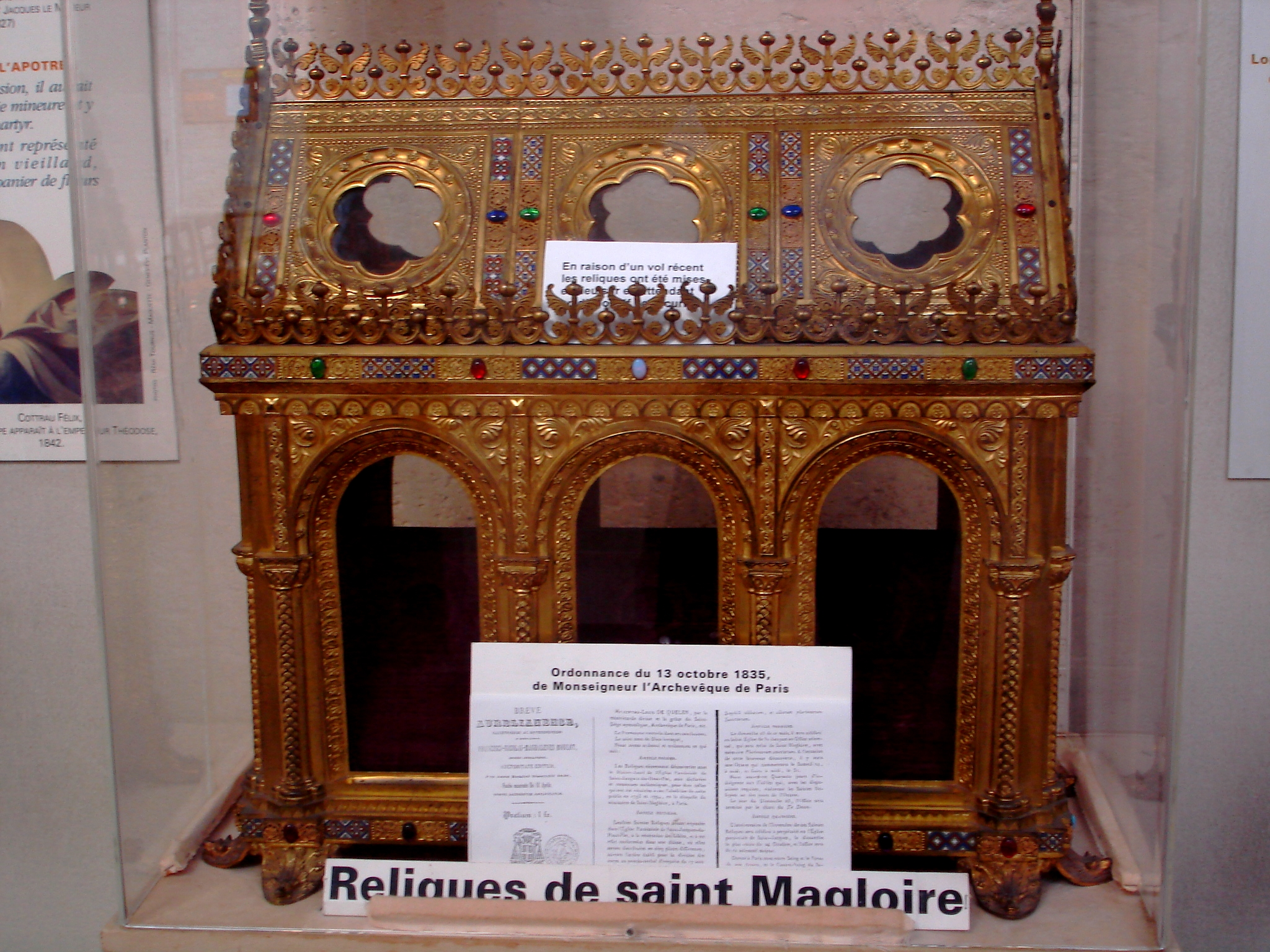
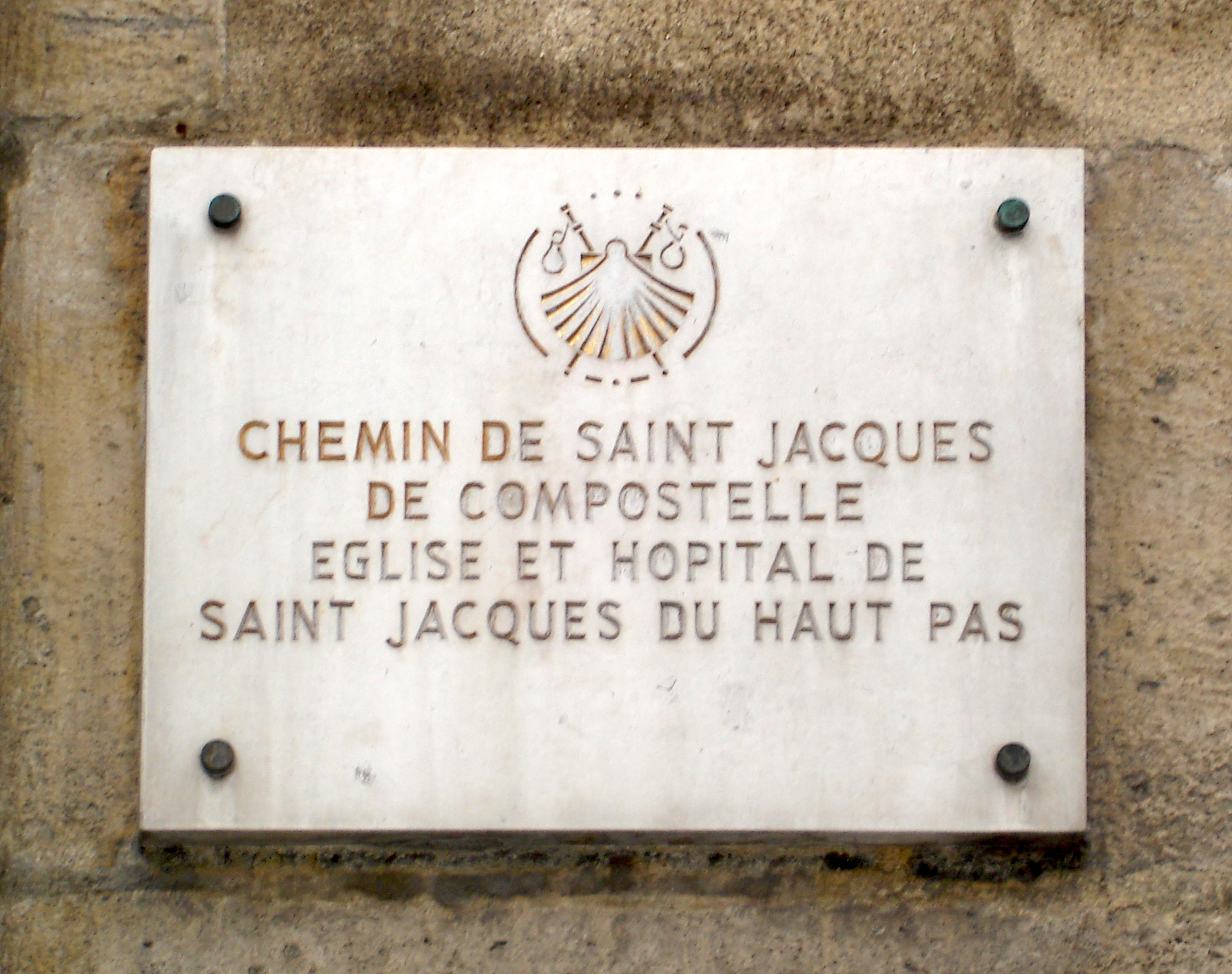